# Contea di Longli
La contea di Longli (龙里县S) è una contea della Cina, situata nella provincia del Guizhou e amministrata dalla prefettura autonoma buyei e miao di Qiannan.